# Marie Munk

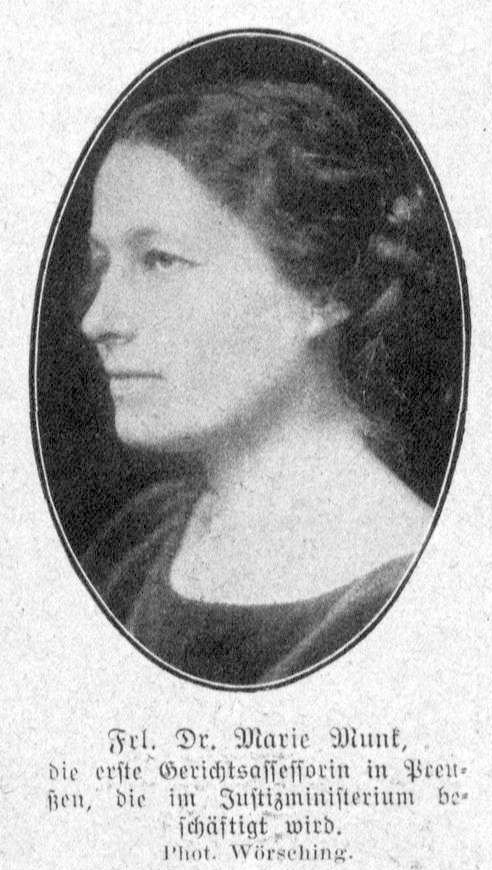
Frl. Dr. Marie Munk, die erste Gerichtsassesorin in Preußen, die im Justizministerium beschäftigt wird (Porträt, 1924)

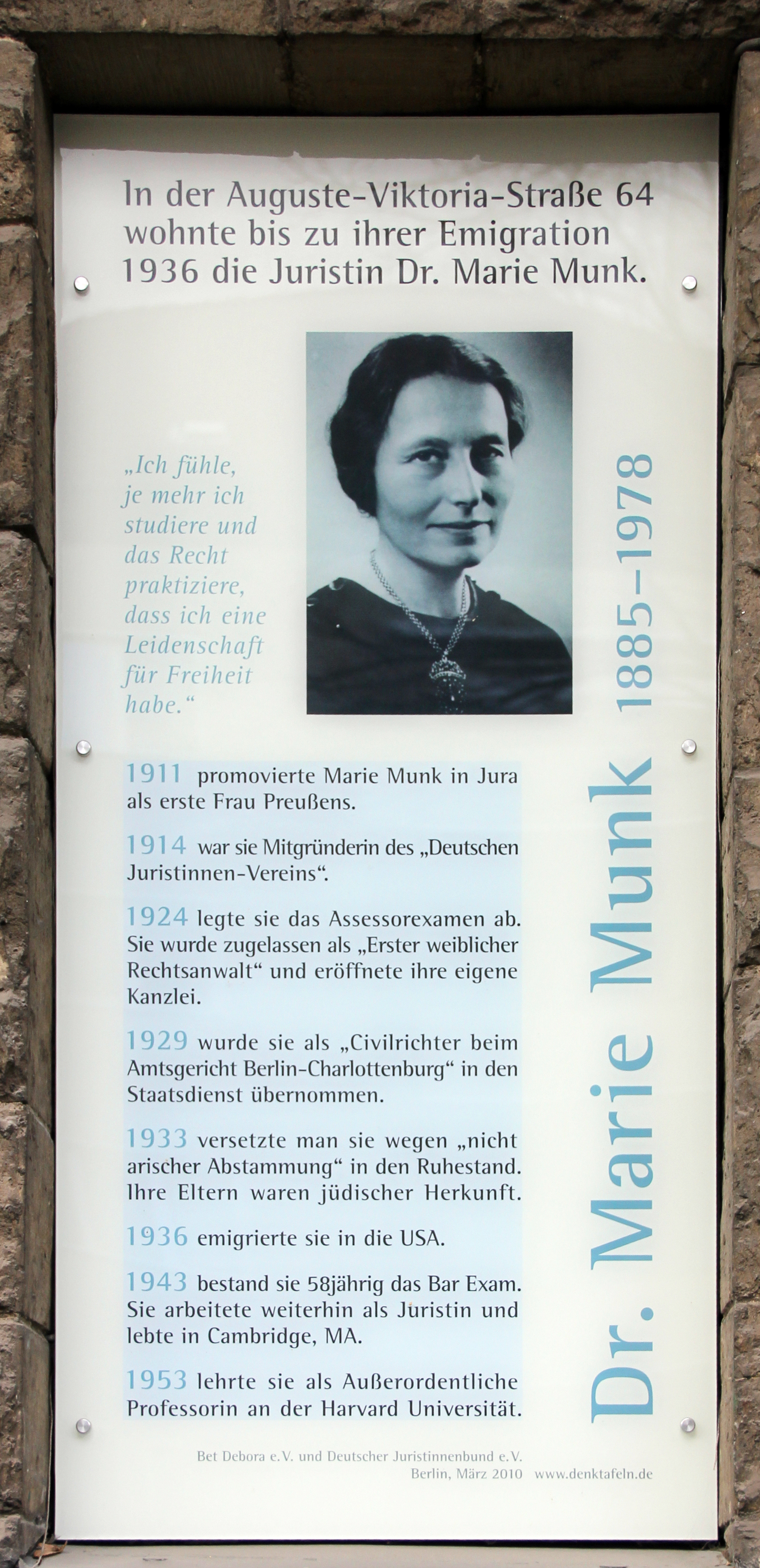
Gedenktafel am Haus Auguste-Viktoria-Straße 64, in Berlin-Schmargendorf

Marie Munk (* 4. Juli 1885 in Berlin, Königreich Preußen, Deutsches Reich; † 17. Januar 1978 in Cambridge/Massachusetts/USA) war eine deutsch-amerikanische Juristin. Sie war eine der ersten ernannten Richterinnen in Deutschland und gilt als eine der bedeutendsten Ehe- und Familienrechtlerinnen der Weimarer Republik. Aufgrund ihrer jüdischen Herkunft wurde sie Opfer des NS-Regimes.

## Leben und Wirken
Marie Munk entstammte einer Juristenfamilie. Dem Besuch einer höheren Töchterschule folgte eine Ausbildung zur Kindergärtnerin am renommierten Pestalozzi-Fröbel-Haus, erste Berufserfahrungen in Alice Salomons Mädchen- und Frauengruppen für soziale Arbeit in Berlin. Sie bereitete sich auf das Abitur vor und legte die Hochschulzugangsprüfung am Leibniz-Gymnasium in Berlin als Externe ab.
Ab dem Jahr 1907 studierte Marie Munk in Berlin, Freiburg im Breisgau, Bonn und Heidelberg Rechtswissenschaft, Philosophie, Psychologie und Logik. 1911 wurde sie in Heidelberg aufgrund ihrer wissenschaftlichen Arbeit zu dem Thema „Die widerrechtliche Drohung des § 123 BGB in ihrem Verhältnis zu Erpressung und Nötigung“ in den Rechtswissenschaften promoviert.
Da im Deutschen Kaiserreich Frauen der Zugang zur Rechtspflege (Richter, Anwalt, Staatsanwalt, Verwaltungsjurist) verwehrt blieb, begann Marie Munk als Assistentin in einer Rechtsanwaltskanzlei sowie für eine Rechtsberatungsstelle für Frauen zu arbeiten. Während des Ersten Weltkrieges war sie für das Deutsche Rote Kreuz, für das Sozialamt Berlin und für den Nationalen Frauendienst tätig.
Nachdem in der Weimarer Republik auch Frauen zu den juristischen Staatsexamina zugelassen wurden, absolvierte Marie Munk diese und wurde 1924 Referentin des Preuß. Justizministers, jedoch wenige Monate später auf Grund der desolaten Haushaltslage wieder entlassen. Als eine der ersten Frauen in Deutschland bekam sie 1924 die Anwaltszulassung. Im Jahre 1929 wurde sie – seinerzeit „eine der bekanntesten Advokatinnnen [sic]“ in Berlin – zur Zivilprozessrichterin am Amtsgericht Charlottenburg ernannt.
1914 war Marie Munk Mitgründerin des Deutschen Juristinnenvereins (Vorläufer des heutigen Deutschen Juristinnenbunds), deren 2. Vorsitzende sie von 1919 bis 1933 war. Außerdem war sie Begründerin und Präsidentin der von 1931 bis 1933 in Deutschland bestehenden Deutschen Vereinigung berufstätiger Frauen (Vorläufer des heutigen Business and Professional Women (BPW) Germany e.V.) sowie engagiertes Mitglied in dessen internationalen Vereinigung, der International Federation of Business and Professional Women.
Marie Munk gilt heute als eine der bedeutendsten Ehe- und Familienrechtlerinnen der Weimarer Zeit. Neben ihren Vorschlägen zum Nichtehelichen-, Scheidungs- und Eherecht, erarbeitete sie gemeinsam mit Margarete Berent Vorschläge zur Reform des Ehegüterrechts, die mehr als dreißig Jahre später ihren Niederschlag in der in Deutschland eingeführten Zugewinngemeinschaft und weiteren Gesetzesnovellierungen fanden.
1933 wurde sie aufgrund ihrer jüdischen Herkunft aus dem Justizdienst entlassen. Sie besuchte die USA und arbeitete dort in Heimen für schwer erziehbare Mädchen. 1936 verließ sie Deutschland endgültig und ließ sich in den USA nieder.
Ab dem Jahr 1936 bis zum Erwerb ihrer amerikanischen Staatsbürgerschaft und ihrer Zulassung zur Anwaltschaft in Massachusetts (1943) war sie Gastwissenschaftlerin an verschiedenen amerikanischen Colleges. Im Jahr 1944 arbeitete sie als Marriage Counselor in Toledo/Ohio. Ab dem Jahr 1945 widmete sie ihre juristischen Interessen dem deutschen Wiedergutmachungsrecht nationalsozialistischen Unrechts und dem amerikanischen Familien- und Güterrecht. Ab 1953 soll sie außerordentliche Professorin an der Harvard University gewesen sein. Letzteres ist jedoch im Nachlass Marie Munks nicht belegt. Nachgewiesen ist, dass Marie Munk im Jahre 1953 erfolgreich die Prüfung für den akademischen Grad Adjunct of Art Degree in Extension Courses an der Harvard University abgelegt hat.
Bereits 1945 soll sie ihre Autobiografie Reminiscences of a Pioneer Woman Judge in Pre-Hitler-Germany herausgegeben haben. Ihr unvollendet gebliebenes autobiografisches Manuskript hat sie jedoch im Jahr 1961 verfasst.
Ihr Nachlass befindet sich im Helene-Lange-Archiv im Landesarchiv Berlin.
Weitere Schriften aus ihrem Nachlass wurden der Smith Collection des Smith College zugeführt.

## Gedenken
- An ihrem Wohnhaus in der Auguste-Viktoria-Straße 64 erinnert eine Gedenktafel an Marie Munk.
- Im August 2020 wurde am Landgericht Berlin (Amtsstelle Tegeler Weg) eine Gedenkstele eingeweiht.[5]

## Schriften (Auswahl)
- Die widerrechtliche Drohung des § 123 BGB in ihrem Verhältnis zu Erpressung und Nötigung. Dissertation. Bonn 1911.
- Vorschläge zur Umgestaltung des Rechts der Ehescheidung und der elterlichen Gewalt nebst Gesetzentwurf. Berlin 1923.
- Recht und Rechtsverfolgung im Familienrecht. Berlin 1929.
- Reminiscences of a Pioneer Woman Judge in Pre-Hitler-Germany: The Rise and Fall of German Feminism ca. 1941/1942 (unveröffentlicht).
- Memoirs, ca. 1961 (unveröffentlicht).